# Eristalinus velox
Eristalinus velox är en tvåvingeart som först beskrevs av Violovitsh 1966.  Eristalinus velox ingår i släktet slamflugor, och familjen blomflugor. Inga underarter finns listade i Catalogue of Life.